# Трбоунє
Трбоунє (хорв. Trbounje) — населений пункт у Хорватії, в Шибеницько-Книнській жупанії у складі міста Дрниш.

## Населення
Населення за даними перепису 2011 року становило 225 осіб.
Динаміка чисельності населення поселення:

## Клімат
Середня річна температура становить 13,59 °C, середня максимальна – 28,88 °C, а середня мінімальна – -1,25 °C. Середня річна кількість опадів – 861 мм.
| Клімат поселення                              | Клімат поселення | Клімат поселення | Клімат поселення | Клімат поселення | Клімат поселення | Клімат поселення | Клімат поселення | Клімат поселення | Клімат поселення | Клімат поселення | Клімат поселення | Клімат поселення | Клімат поселення |
| Показник                                      | Січ.             | Лют.             | Бер.             | Квіт.            | Трав.            | Черв.            | Лип.             | Серп.            | Вер.             | Жовт.            | Лист.            | Груд.            |                  |
| Середній максимум, °C                         | 9,95             | 10,80            | 13,86            | 17,47            | 22,55            | 26,46            | 28,88            | 28,61            | 23,90            | 19,07            | 13,68            | 10,55            |                  |
| Середня температура, °C                       | 4,35             | 5,20             | 8,26             | 11,86            | 16,95            | 20,86            | 24,02            | 23,76            | 19,06            | 14,21            | 8,82             | 5,70             |                  |
| Середній мінімум, °C                          | −1,25            | −0,41            | 2,66             | 6,26             | 11,34            | 15,26            | 19,18            | 18,92            | 14,20            | 9,37             | 3,98             | 0,85             |                  |
| Норма опадів, мм                              | 72               | 65               | 70               | 77               | 62               | 61               | 39               | 52               | 80               | 90               | 105              | 88               |                  |
| Середньомісячна швидкість вітру, м/с          | 1.90             | 2.11             | 2.34             | 2.30             | 2.07             | 1.84             | 1.86             | 1.70             | 1.80             | 1.82             | 2.14             | 2.11             |                  |
| Середньомісячна сонячна радіація, кДж/м²·день | 5297             | 8013             | 11704            | 16230            | 20230            | 22653            | 24251            | 21288            | 15936            | 10285            | 5718             | 4530             |                  |
| --------------------------------------------- | ---------------- | ---------------- | ---------------- | ---------------- | ---------------- | ---------------- | ---------------- | ---------------- | ---------------- | ---------------- | ---------------- | ---------------- | ---------------- |
| Джерело:                                      |                  |                  |                  |                  |                  |                  |                  |                  |                  |                  |                  |                  |                  |